# Benito Urteaga
Benito Jorge Urteaga, també conegut pel nom de guerra «Mariano», (San Nicolás de los Arroyos, 1946 — Buenos Aires, 19 de juliol de 1976) va ser un líder revolucionari de l'Argentina. Dirigent del Partido Revolucionario de los Trabajadores (de tendència marxista i guevarista) i del seu braç armat, l'Ejército Revolucionario del Pueblo, i un dels protagonistes de la història de l'Argentina de la dècada de 1970. En l'actualitat, tant Benito Urteaga com diferents membres de la seva família es troben desapareguts. Al moment de la seva mort, era un dels successors de Santucho.